# جوني بي كورتيس
جوني بي كورتيس (بالإنجليزية: Johnny P. Curtis)‏ هو موسيقي أمريكي، ولد في 28 نوفمبر 1950.